# タイムレスマン
『タイムレスマン』（英: TIMELESZMAN) はフジテレビおよび一部フジテレビ系列局で2025年4月21日から放送されているバラエティ番組である。timeleszの冠番組である。

## 概要
2025年3月15日放送の『芸能人が本気で考えた!ドッキリGP』（以下、ドッキリGP）内で制作が発表された。
当番組は「とにかく何事にも全力で、汗をかく！」がコンセプトで、ロケ企画を展開する。チーフプロデューサーの加藤智章曰く「タイムレスマン」は、無制限に汗をかいて頑張るヒーローと紹介している。
timeleszとしては旧グループ名であるSexy Zone時代にフジテレビTWOで放送されていた『Sexy Zoneの進化論』以来4年半ぶりのレギュラー冠番組で、timelesz改名後・STARTO ENTERTAINMENT移籍後としては初の冠番組となる。また地上波ではSexy Zone時代に日本テレビで放送されていた『Sexy Zoneのたった3日間で人生は変わるのか!?』以来6年ぶりであり、地上波でのレギュラー冠番組を持つことに至っては、Sexy Zone時代も含めて当番組が初となる。菊池風磨は、当番組開始時点で既にフジテレビで『ドッキリGP』『何か“オモシロいコト”ないの?』と2本のレギュラー番組を持っており、当番組が3本目となる。また佐藤勝利は『VS魂グラデーション』以来1年半ぶりのフジテレビでのレギュラー番組となる。
『ドッキリGP』同様、蜜谷浩弥が企画・プロデュースを行うが、2番組で総合演出を務め、「いつものD」として菊池へのドッキリを多数手掛けている中川将史は本番組を担当せず、『相葉◎×部』などを手掛ける當麻晋三が演出を手掛ける。
本番組が開始するやいなや、大きな反響を受けた。関東ローカルの深夜番組でありながら、放送後の見逃し配信も好調で、4月21日 - 6月15日まで、TVer・FODでの再生回数は全て1週間で80万回再生を突破。特に5月19日放送分「新番組＃5で早速反省会」の見逃し配信は1週間で159万回再生を記録する異例の記録を達成した。その反響を受けて、番組開始から3ヶ月後の7月から「坂道の向こうには青空が広がっていた。」が放送されていた水曜0:15 - 0:45（火曜深夜）枠に放送時間が移動される。火-金の0:15 - 0:45枠（「第8地区」の後継番組群）の金曜日（木曜未明）には、2025年4月から『何か“オモシロいコト”ないの?』も放送されており、菊池風磨にとっては同枠で2本のレギュラー番組を持つことになる。

## 出演者
- timelesz
  - 佐藤勝利
  - 菊池風磨
  - 松島聡
  - 寺西拓人
  - 原嘉孝
  - 橋本将生
  - 猪俣周杜
  - 篠塚大輝

## 放送内容
| 回 | 放送日  | 放送内容                                                    | MC                                 |
| -- | ------- | ----------------------------------------------------------- | ---------------------------------- |
| 1  | 4月21日 | 初回なので先輩に挨拶回り タイムレスオークションプロジェクト | 松島                               |
| 2  | 4月28日 | 初回なので先輩に挨拶回り timeleszムキムキプロジェクト       | 佐藤                               |
| 3  | 5月5日  | サウナでととのう話マン                                      | 原                                 |
| 4  | 5月12日 | 穴埋めクッキングマン                                        | 佐藤                               |
| 5  | 5月19日 | 新番組＃5で早速反省会                                       | 長谷川忍（シソンヌ）               |
| 6  | 5月26日 | サウナでととのう話マン 未公開特別編                         | 原                                 |
| 6  | 5月26日 | timelesz番組開始1カ月で早速反省会                           | 長谷川忍（シソンヌ）               |
| 7  | 6月2日  | 立道（たてどう）                                            | スタッフ                           |
| 8  | 6月9日  | 増えてくボウリング8人連続成功マン                           | 伊藤利尋（フジテレビアナウンサー） |
| 9  | 6月16日 | 増えてくボウリング8人連続成功マン                           | 伊藤利尋（フジテレビアナウンサー） |
| 9  | 6月16日 | 増えてくボウリング8人連続成功マン完結編                     | 伊藤利尋（フジテレビアナウンサー） |
| 9  | 6月16日 | サウナでととのう話マン                                      | 菊池                               |
| 10 | 6月23日 | 立道（たてどう）                                            | 橋本                               |
| 11 | 6月30日 | 全員で歌唱 ミュージックシェア                               | 篠塚                               |
| 12 | 7月9日  | 立道（たてどう）                                            | 寺西                               |
| 13 | 7月16日 | 穴埋めクッキングマン                                        | 佐藤                               |
| 14 | 7月23日 | 全員で歌唱 ミュージックシェア                               | 篠塚                               |
| 14 | 7月23日 | サウナでととのう話マン                                      | 菊池                               |
| 15 | 7月30日 | 5分で暗記せよ 名作ドラマ長ゼリフマン                        | 倉田大誠（フジテレビアナウンサー） |

## スタッフ
出典：
- ナレーション：立本信吾（フジテレビアナウンサー）
- 作家：澤井直人、つだちえこ、田中直人
- CAM：才沢誠二、渡部公臣【週替り】
- AUD：幸田徹、戸ノ崎沙綾【週替り】
- 美術：矢野雄一郎
- 衣装：九（Yolken）
- メイク：山田かつら
- 美術協力：フジアール
- 音響効果：大平拓也（FREED）
- 編集：石井公二
- MA：土屋信
- 技術協力：ESPACIO、Swish Japan、ヌーベルアージュ
- 協力：東京オフラインセンター
- 編成：福山晋司（フジテレビ、2025年7月29日-）
- 広報宣伝：飯泉英一郎（フジテレビ）
- TK：星美香（TBG）
- デスク：山内沙南
- 制作スタッフ：願法健、鬼澤透、嶋岡夢佳、満田江李
- AP：笹田有那
- ディレクター：佐藤秀樹、土井功輔、福島悠人（フジテレビ）
- プロデューサー：大平進士、中附智貴（EpocL）
- チーフプロデューサー：山田賢太郎（フジテレビ、2025年7月29日-、以前は編成）
- 演出：當麻晋三（フジテレビ）
- 企画・プロデュース：蜜谷浩弥（フジテレビ）
- 制作協力：EpocL
- 制作：フジテレビスタジオ戦略本部第三スタジオ（以前は編成総局バラエティ制作局）
- 制作著作：フジテレビ

### 過去のスタッフ
- 制作スタッフ：谷村安菜、平野芙夏
- チーフプロデューサー：加藤智章（フジテレビ、2025年7月22日まで）

## ネット局
| 放送対象地域   | 放送局             | 系列           | 放送日時                     | 放送期間        | ネット状況 | 出典           |
| -------------- | ------------------ | -------------- | ---------------------------- | --------------- | ---------- | -------------- |
| 関東広域圏     | フジテレビ         | フジテレビ系列 | 水曜 0:15 - 0:45（火曜深夜） | 2025年4月21日 - | 制作局     |                |
| 宮城県         | 仙台放送           | フジテレビ系列 | 水曜 0:15 - 0:45（火曜深夜） | 2025年5月25日 - | 同時ネット | [ 注 1 ]       |
| 福島県         | 福島テレビ         | フジテレビ系列 | 水曜 0:15 - 0:45（火曜深夜） | 2025年5月10日 - | 同時ネット | [ 注 2 ] [ 5 ] |
| 石川県         | 石川テレビ         | フジテレビ系列 | 水曜 0:15 - 0:45（火曜深夜） | 2025年5月2日 -  | 同時ネット | [ 注 3 ] [ 6 ] |
| 北海道         | 北海道文化放送     | フジテレビ系列 | 金曜 1:25 - 1:55（木曜深夜） | 2025年5月2日 -  | 遅れネット | [ 7 ]          |
| 岩手県         | 岩手めんこいテレビ | フジテレビ系列 | 火曜 0:15 - 0:45（月曜深夜） | 2025年5月6日 -  | 遅れネット |                |
| 秋田県         | 秋田テレビ         | フジテレビ系列 | 土曜 1:15 - 1:45（金曜深夜） | 2025年6月14日 - | 遅れネット | [ 8 ]          |
| 山形県         | さくらんぼテレビ   | フジテレビ系列 | 月曜 0:55 - 1:25（日曜深夜） | 2025年5月5日 -  | 遅れネット |                |
| 新潟県         | NST新潟総合テレビ  | フジテレビ系列 | 月曜 0:45 - 1:15（日曜深夜） | 2025年5月19日 - | 遅れネット | [ 9 ]          |
| 長野県         | 長野放送           | フジテレビ系列 | 木曜 0:45 -1:15（水曜深夜）  | 2025年5月15日   | 遅れネット |                |
| 富山県         | 富山テレビ         | フジテレビ系列 | 金曜 1:50 - 2:20（木曜深夜） | 2025年5月2日 -  | 遅れネット |                |
| 静岡県         | テレビ静岡         | フジテレビ系列 | 水曜 0:45 - 1:15（火曜深夜） | 2025年4月30日 - | 遅れネット | [ 10 ]         |
| 福井県         | 福井テレビ         | フジテレビ系列 | 金曜 0:15 - 0:45（木曜深夜） | 2025年5月2日 -  | 遅れネット |                |
| 岡山県・香川県 | 岡山放送           | フジテレビ系列 | 土曜 16:00 - 16:30           | 2025年5月3日 -  | 遅れネット | [ 11 ]         |
| 鳥取県・島根県 | さんいん中央テレビ | フジテレビ系列 | 水曜 0:45 - 1:15（火曜深夜） | 2025年5月7日    | 遅れネット |                |
| 広島県         | テレビ新広島       | フジテレビ系列 | 金曜 1:15 - 1:45（木曜深夜） | 2025年5月2日    | 遅れネット |                |
| 愛媛県         | テレビ愛媛         | フジテレビ系列 | 金曜 0:55 - 1:25（木曜深夜） | 2025年7月11日   | 遅れネット |                |
| 高知県         | 高知さんさんテレビ | フジテレビ系列 | 木曜 0:45 - 1:15（水曜深夜） | 2025年7月17日   | 遅れネット |                |
| 福岡県         | テレビ西日本       | フジテレビ系列 | 木曜 1:45 - 2:15（水曜深夜） | 2025年5月8日    | 遅れネット |                |
| 佐賀県         | サガテレビ         | フジテレビ系列 | 木曜 0:15 - 0:45（水曜深夜） | 2025年5月15日   | 遅れネット |                |
| 長崎県         | テレビ長崎         | フジテレビ系列 | 金曜 0:20 - 0:50（木曜深夜） | 2025年5月2日    | 遅れネット |                |
| 熊本県         | テレビ熊本         | フジテレビ系列 | 金曜 1:35 - 2:05（木曜深夜） | 2025年5月2日    | 遅れネット |                |
| 鹿児島県       | 鹿児島テレビ       | フジテレビ系列 | 金曜 0:15 - 0:45（木曜深夜） | 2025年5月2日    | 遅れネット |                |